# Grève générale de 1893 en Belgique
La grève générale de 1893 en Belgique est une grève générale  organisée par le secrétariat du parti ouvrier belge le 12 avril 1893 après que le parlement belge eut rejeté la veille la proposition d'introduction du suffrage universel.
Cette grève générale força la bourgeoisie "terrifiée", qui craignait une révolution nationale, à faire des concessions aux socialistes. Mais, d'après Henri Pirenne, "les dirigeants du parti ouvrier belge furent également terrifiés face aux évènements qu'ils ne pouvaient plus contrôler .
Bien que le suffrage universel ne fut pas adopté, un compromis fut néanmoins trouvé en un système de vote plural. Tous les citoyens masculins obtinrent le droit de vote mais ceux avec un diplôme ou les gros propriétaires eurent plusieurs voix tandis que les pauvres et les faiblement éduqués une seule. Le suffrage universel fut seulement adopté en Belgique en 1919.

## Chronologie d'après lOtago Witness

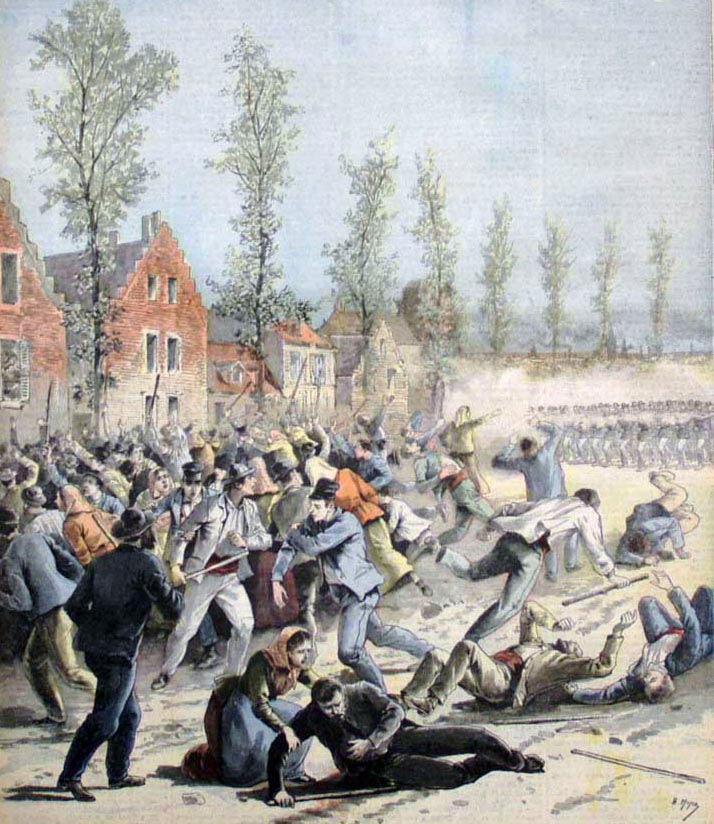
Émeutes à Mons en 1893 dans le Le petit journal de Paris.

## Chronologie d'après l'Otago Witness
L'Otago Witness, un hebdomadaire d'Otago en Nouvelle-Zélande, relata les évènements dans un reportage concis et détaillé. 
12 avril
Des troubles avec les grévistes dans le Borinage mènent à l'intervention de la garde civique.
14 avril
La grève organisée à la suite de l'appel lancé par le parti ouvrier s'étend, mais n'est pas encore générale. (...)
15 avril
La grève s'étend en Belgique. (...) Du sang a coulé, et beaucoup de personnes sont sérieusement blessées.
Bruxelles, le 17 avril
Les grévistes sont maintenant au nombre de 50000. Plusieurs ont été tués dans des escarmouches avec la police et l'armée (...). Les troubles s'étendent à travers toute la Belgique et des combats acharnés ont lieu à Mons et Anvers. De nombreux gardes civiques sont blessés, plusieurs grévistes sont tués et beaucoup blessés.
 18 avril
Les grévistes Montois sont enragés par la mort de leurs camarades et ont promis de les venger.
De violents combats eurent lieu entre la garde civique et les émeutiers à Mons. La troupe chargea la foule et beaucoup parmi elle furent blessés. Les grévistes répliquèrent par des jets de brique auxquels la garde riposta en faisant feu, tuant 5 personnes et en blessant beaucoup d'autres. De nombreuses personnes furent arrêtées et la foule s'enfuit alors, emportant ses blessés. (...)
Le gouvernement belge plaide pour un suffrage universel combiné à un suffrage plural. Si la proposition venait à être rejetée, le Roi devra intervenir...
Henri Pirenne écrivit cependant que la grève se propagea rapidement vers les bassins de Liège, Charleroi, du Centre, du Borinage, Verviers, Gand et Anvers.
Les émeutes de Mons furent également précisément décrites par l'Otago Witness. Ce sont finalement sept grévistes qui furent tués par la garde civique de Mons.